# تپه باقرآباد (کرمانشاه)
تپه باقرآباد مربوط به دوره سلجوقیان - دوره ایلخانی است و در شهرستان کرمانشاه، بخش مرکزی، دهستان میان دربند، ۱۵۰۰ متری غرب روستای باقرآباد واقع شده و این اثر در تاریخ ۷ خرداد ۱۳۸۷ با شمارهٔ ثبت ۲۲۸۰۱ به‌عنوان یکی از آثار ملی ایران به ثبت رسیده است.